# بيلي موديست
بيلي موديست  (بالإنجليزية: Billy MODESTE)‏ (مواليد 12 مايو 1988ي فرنسا) لاعب كرة قدم يجيد اللعب في خط الدفاع يلعب حاليأ لصالح نادي أجاكسيو الفرنسي.

## روابط خارجية
- بيلي موديست على موقع قاعدة بيانات كرة القدم.إي يو (الإنجليزية)
- بيلي موديست على موقع كووورة